# Park Narodowy Indiana Dunes

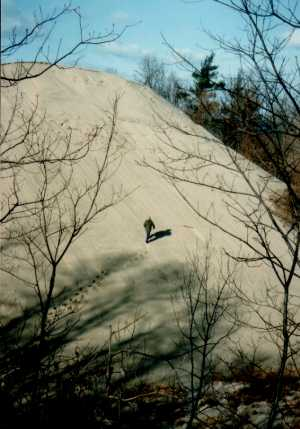
Mt Baldy – stale przemieszczająca się wydma

Park Narodowy Indiana Dunes (ang. Indiana Dunes National Park) – park narodowy w stanie Indiana w USA, położony 80 km na południowy wschód od Chicago na wydmach jeziora Michigan, wzdłuż jego południowego brzegu, pomiędzy Michigan City na wschodzie i Gary na zachodzie. Zarządzany jest przez National Park Service, agencję, która zarządza również parkami narodowymi w Stanach Zjednoczonych. Powstał w 1966 roku jako odpowiedź na nasilającą się industrializację okolic jeziora. 
Podstawowe informacje:
- długość – 40 km
- powierzchnia – 60 km²
- 37 gatunków ssaków (największym roślinożercą jest jeleń wirginijski, a największym drapieżnikiem jest kojot)
- 337 gatunków ptaków (113 gniazdujących)
- 18 gatunków płazów
- 27 gatunków gadów
- liczne bezkręgowce (na razie zidentyfikowano 100 gatunków motyli i ciem oraz 60 ważek)
- 1130 rodzimych roślin naczyniowych

Wydmy są stabilne, porośnięte roślinnością różnych stadiów sukcesji. Do najważniejszych roślin stabilizujących należą: piaskownica krótkoszyjkowa, wiśnia karłowata i topola biała. Dzięki tym roślinom wydmy osiągają wysokość nawet 50 metrów.
W miarę oddalania się od brzegu występują rośliny późniejszych stadiów sukcesji: sosna Banksa, mącznica, sosna wejmutka, jałowiec wirginijski – porastają one wydmy stare, w głębi lądu.
Obszar obecnego parku i terenów przyległych, a także samego jeziora, był 9 milionów lat temu płaskowyżem wapiennym, powstałym z osadów dennych znajdującego się tutaj wcześniej morza. Po ustąpieniu morza płaskowyż stał się areną działań erozji wodnej i atmosferycznej. W miejscu, gdzie dziś znajduje się jezioro, kiedyś płynęła jedna z głównych rzek płaskowyżu. Do powstania jeziora doprowadziła działalność lodowca (późny plejstocen: Wisconsin). Wydmy powstały w wyniku działania silnych wiatrów północnych.